# True Stories and Other Dreams
True Stories and Other Dreams è un album della cantautrice statunitense Judy Collins, pubblicato dall'etichetta discografica Elektra nel gennaio 1973.
L'album è prodotto da Mark Abramson e la stessa artista, che firma interamente 5 brani.
Dal disco vengono tratti i singoli Cook with Honey e Secret Gardens.

## Tracce

### Lato A
1. Cook with Honey
2. So Begins the Task
3. Fishermen Song
4. The Dealer (Down and Losin')
5. Secret Gardens

### Lato B
1. Holly Ann
2. The Hostage
3. Song for Martin
4. Che